# كاثلين روبنز
كاثلين روبنز (بالإنجليزية: Kathleen Rubins)‏ (ولدت 1978 – م) هي رائدة فضاء، و عالمة أحياء من الولايات المتحدة الأمريكية. ولدت في فارمنغتون (كونيتيكت) وعملت على محطة الفضاء الدولية لمدة 115 يوم من 6 تموز 2016 إلى يوم 30 أكتوبر 2016.

## ريادة الفضاء

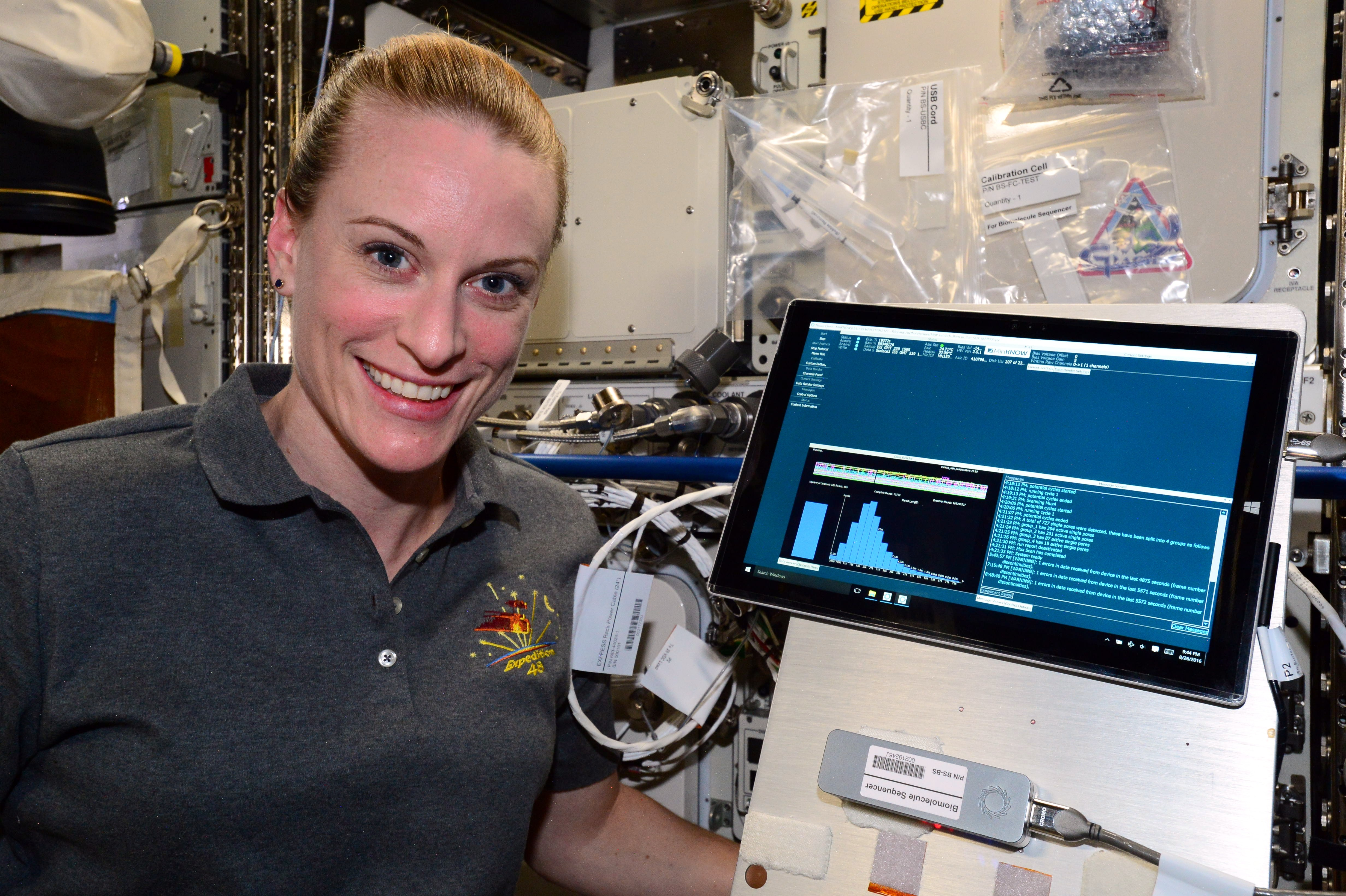
كاثلين تجري تجارب على الحمض نووي على متن محطة الفضاء الدولية

اختارتها وكالة ناسا في تموز2009 لتكون ضمن 14 رائد فضاء جدد وأصبحت المراة رقم 60 في الفضاء.
شاركت في المهمات الفضائية:
- Soyuz MS-01

## التعليم

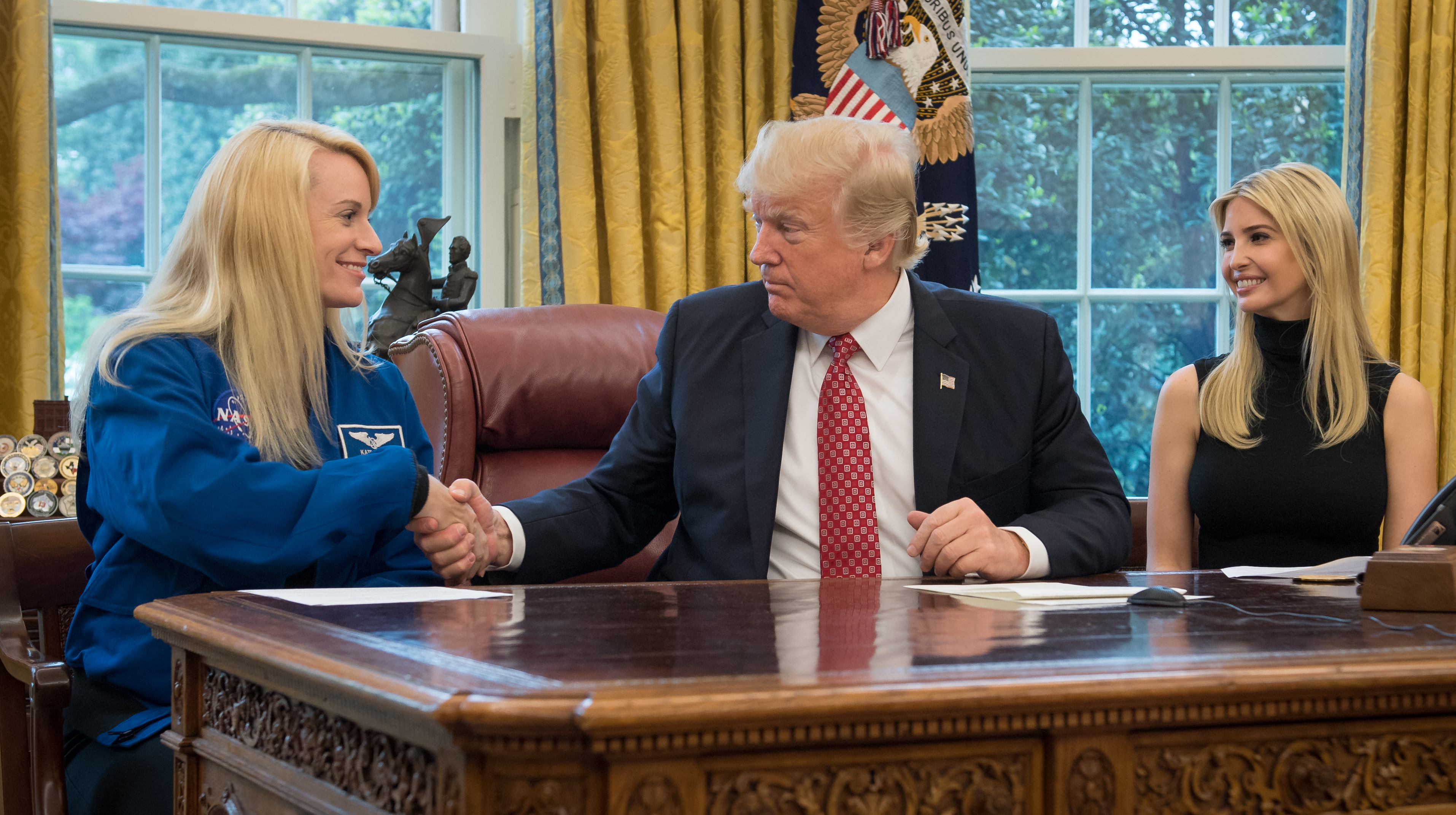
كاثلين تلتقي الرئيس الامريكي دونالد ترامب في المكتب البيضاوي

تعلمت في جامعة كاليفورنيا (سان دييغو)، وتحصلت منها على بكالوريوس العلوم في علم الاحياء الدقيقة; وحصلت على درجة الماجستير في دراسة السرطان من جامعة ستانفورد. 